# Marcha de Zacatecas
Hymna Zacatecasu, jednoho z mexických federálních států, je slavnostní vojenský pochod Marcha de Zacatecas (česky Zacatecaský pochod) z roku 1892.

## Skladba
Skladbu složil v roce 1892 mexický skladatel Fernando Villalpando a text napsal Genaro Codina pod původním názvem Marcha Aréchiga. Pochod byl věnován guvernérovi státu Zacatecas generálovi Jesúsovi Aréchigovi a poprvé byl představen v roce 1892 v hlavním městě Zacatecas. Pochod se zpopularizoval a je považován za druhou nejvýznamnější mexickou skladbu hned po mexické hymně. Jako skladba působí také jako hymna mexického rodea zvaného Charrería. Později byl pochod prohlášen za regionální hymnu státu Zacatecas.

## Slova
Prestos estad a combatir
oíd llamar suena el clarín,
las armas pronto preparad
y la victoria disputar
Prestos estar suena el clarín
anuncia ya próxima lid,
vibrando esta su clamor
marchemos ya con valor.
Sí, a lidiar marchemos
que es hora ya de combatir
con fiero ardor, con gran valor,
hasta vencer, hasta vencer.
Hasta morir.
Prestos estad a combatir
oíd llamar suena el clarín,
las armas pronto preparad
y la victoria disputad;
Prestos estad suena el clarín
anuncia ya próxima lid,
vibrando está su clamor
marchemos ya con valor.
Como huracán que en su furor
las olas rompe de la mar
con rudo empuje y con vigor
sobre las huestes avanzad;
no os detengáis, no haya temor
pronto el ataque apresurad
guerra sin tregua al invasor
viva la patria y libertad
viva la libertad, viva.
Viva la libertad, viva.
Que viva sí, viva.